# Attagenus quadricolor
Attagenus quadricolor là một loài bọ cánh cứng trong họ Dermestidae. Loài này được Sumakov miêu tả khoa học năm 1907.